# Fandango (catch)
Curtis Jonathan Hussey (né le 22 juillet 1983 à Boston, Massachusetts), est un catcheur américain. Il travaille actuellement à Total Nonstop Action Wrestling sous le nom de JDC.
Il est connu pour avoir travaillé à la World Wrestling Entertainment de 2006 à 2021 où il a remporté une fois le championnat par équipe de la NXT avec Tyler Breeze.

## Carrière

### Circuit indépendant (1999-2006)
Hussey commence sa carrière en 1999 sous le nom de Johnny Curtis dans la région de la Nouvelle-Angleterre après avoir été formé par Killer Kowalski. Il y obtient plusieurs titres locaux, individuels ou par équipe. En 2006, il signe un contrat avec la WWE qui l'envoie travailler à la Deep South Wrestling, un de ses territoires de développement.

### Total Nonstop Action Wrestling (2003-2004)
Il fait ses débuts à la Total Nonstop Action Wrestling le 15 novembre 2003 à Xplosion en perdant avec Jared Steele et Nate Webb contre 3Live Kru (BG James, Konnan et Ron Killings).

### World Wrestling Entertainment (2006-2021)

#### Florida Championship Wrestling (2006-2010)
Après que la WWE a rompu son partenariat avec la Deep South Wrestling, Curtis et tous les autres talents de la DSW ont été transférés dans le nouveau club-école : la Florida Championship Wrestling (FCW). Le 26 juin, Curtis fait ses débuts à la FCW où il bat son ancien partenaire Robert Anthony. Le 18 septembre, Curtis fait une apparition à l'Extreme Championship Wrestling et aux enregistrements de SmackDown où il bat Armando Estrada dans un dark match. Le 11 décembre 2008, Curtis fait équipe avec Tyler Reks pour vaincre The New Hart Foundation (DH Smith et T.J Wilson) pour les championnats de Floride par équipe de la FCW. L'équipe de Curtis et Reks en sort vainqueur et ils conservent leur championnat par équipes à plusieurs reprises. Après avoir entamé une rivalité avec Caylen Croft et Trent Beretta, Curtis et Reks conservent leurs titres pendant plusieurs matches avant de finalement perdre le titre face à Croft et Baretta le 30 avril 2009. Après avoir essayé de récupérer les titres sans aucun succès, Curtis laisse Reks lutter en solo. Après que Reks a été appelé dans le roster principal de la WWE, Curtis, rebaptisé Jonathan Curtis, commence une gimmick de bandit. Il affronte Reks à plusieurs reprises, mais ne remporte pas championnat poids lourds. Par la suite, il catche sous son nom de ring de Johnny Curtis. À partir de l'année 2010, Curtis lutte dans les house shows de RAW, avec son premier match où il perd face à Evan Bourne le 8 janvier. Le 12 août 2010, Curtis fait équipe avec Derrick Bateman pour gagner le championnat par équipe de la FCW en battant l'équipe de Donny Marlow et Brodus Clay et les champions en titre, Los Aviadores (Hunico et Epico) dans un match à trois équipes. Après un règne de près de trois mois, Curtis et Bateman perdent le championnat face à Wes Brisco et Xavier Woods.

#### NXT (2010-2013)
Au cours de la finale de NXT saison 3, il est annoncé que Johnny Curtis fait partie de la saison 4 de l'émission avec R-Truth comme mentor. Il gagne son premier match lors du premier épisode aux dépens de Jacob Novak. Il est finaliste de WWE NXT avec Brodus Clay. Le 1er mars 2011, il est le gagnant de WWE NXT 4 et a droit à un match pour les titres par équipes avec son tuteur R-Truth au spectacle en pay-per-view de son choix, ce qu'il n'aura pas. Il fait ses débuts officiels à SmackDown le 12 août 2011 dans un match contre Mark Henry qu'il perd. Lors de NXT du 18 janvier, il se marie avec Maxine mais Derrick Bateman arrive et annonce que le mystérieux courriel venait de Johnny Curtis. À la suite de cette accusation il s'empresse d'aller attaquer Derrick mais finalement, Maxine retourne vers son premier amour (Derrick) et l'embrasse. On apprend plus tard, son ancien pro de NXT, R-Truth remporte le WWE Tag Team Championship avec Kofi Kingston et il se blesse au genou en juin. Cependant, la WWE organise un tournoi pour le WWE NXT Championship, dont il sera présent. Il rejoint le roster de NXT au début de la saison 6, retrouvant son rival, Derrick Bateman. Il commence à faire quelques matchs avec Michael McGillicutty.

#### Fandango et rivalité avec Chris Jericho (2013)
À partir du RAW du 29 octobre, des vidéos d'un nouveau personnage sont diffusées, un personnage nommé Fandango, danseur de salsa. Ce n'est que le 12 novembre qu'il se révèle être Johnny Curtis. Après plus de deux mois sans être vu à la télévision, une vidéo de promotion de Fandango est diffusée consécutivement le 4 février 2013 à RAW, le 6 février à Main Event, et le 8 février à SmackDown. Du 1er mars à WrestleMania 29, il refuse de combattre semaines après semaines ses adversaires après que les annonceurs Matt Striker et Josh Matthews ne prononcent pas bien son nom.

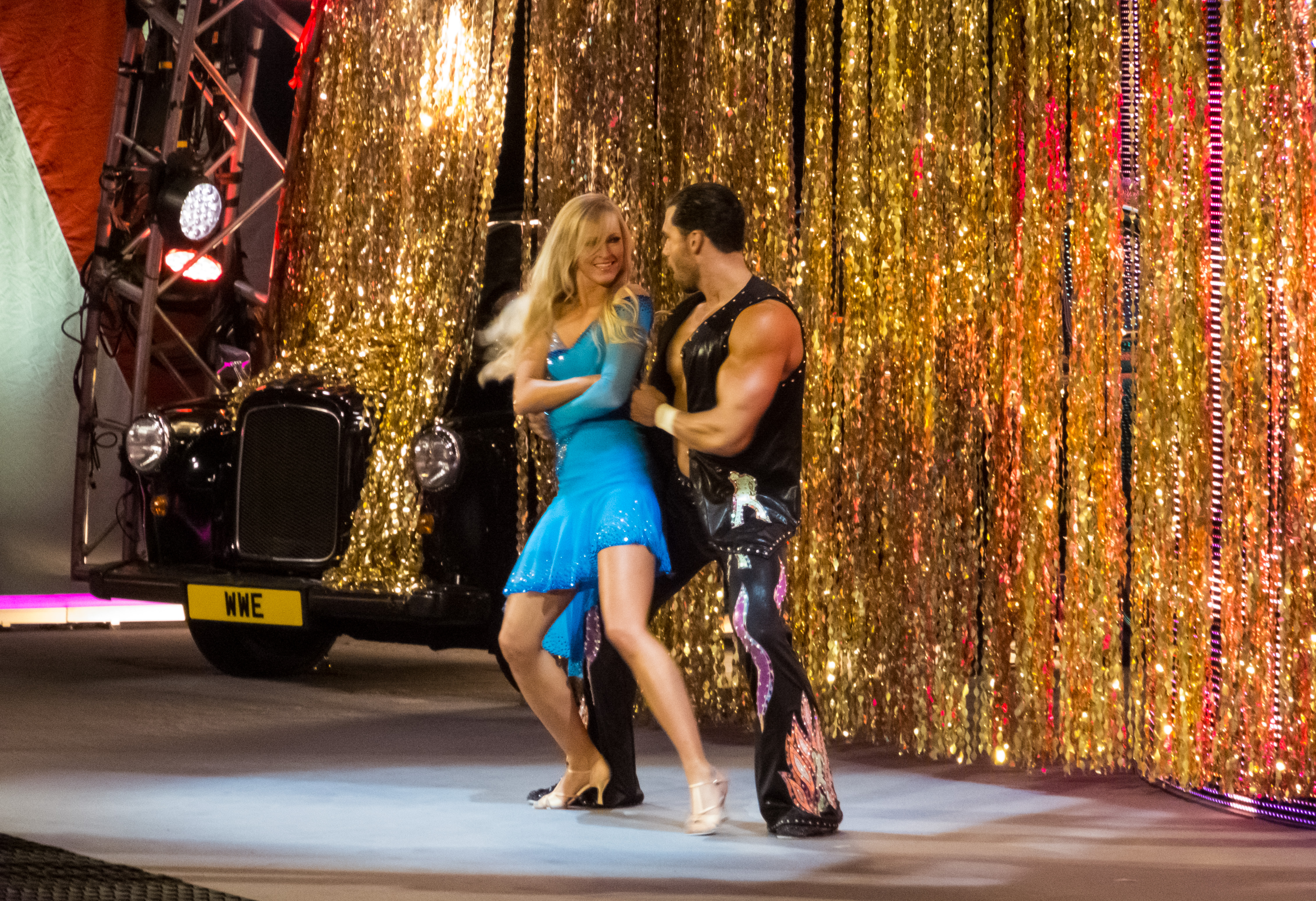
Fandango en 2013.

Après une confrontation en interview avec Chris Jericho qui se moque de son nom, il l'attaque quatre jours plus tard le 22 mars à SmackDown lors du match de ce dernier contre Jack Swagger, puis continue après le match. Lors de WrestleMania 29, il participe à son premier match contre Chris Jericho qu'il remporte. Ils se fait attaquer par Jericho pendant plusieurs matches suivants. Il commence aussi à interagir avec les public et les annonceurs, mais est toujours déçu quand ceux-ci ne peuvent pas prononcer « Fandangoing ». Lors d'Extreme Rules, il perd contre Chris Jericho.

#### Diverses rivalités (2013-2016)

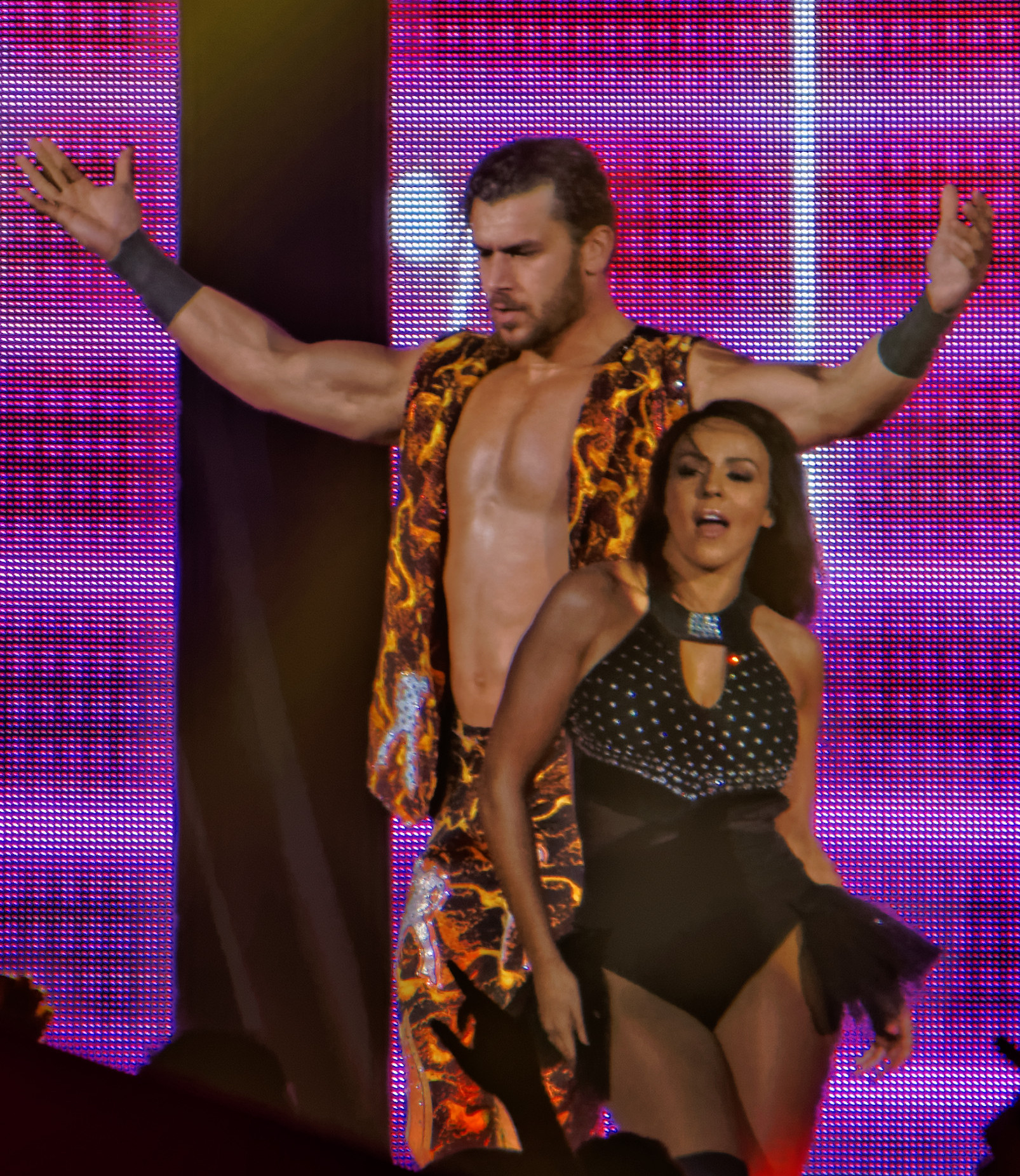
Layla et Fandango en avril 2014

Fandango passe à une autre rivalité pour le championnat intercontinental contre Wade Barrett et le challenger The Miz. Quelques jours plus tard, Fandango distrait The Miz en dansant au bord du ring . Le 27 mai à Raw, il bat Wade Barrett avec The Miz en tant qu'arbitre spécial. Le 3 juin à RAW, il perd par décompte extérieure face à The Great Khali, puis distrait Barrett lors de son match face à The Miz et le fait perdre. Un Triple Threat match est ensuite annoncé à Payback pour le titre. Il est ensuite victime d'une commotion cérébrale lors des enregistrements de SmackDown le 7 juin après son match face à Zack Ryder et ne participe au match pour le titre intercontinental, se faisant ainsi remplacer par Curtis Axel,.
Le 1er juillet 2013, il fait son retour en perdant par décompte à l'extérieur contre Sheamus. Lors du Money in the Bank de SmackDown, il perd face à Damien Sandow. Lors de Summerslam, il interromp plusieurs fois The Miz dans ses interviews. Le 2 septembre à RAW, Fandango se fait casser le nez par The Miz et perd son match. Lors de Night of Champions, il perd par soumission face au Miz. Lors de Hell in a Cell, Summer Rae et lui battent Natalya et The Great Khali. Lors de TLC, il bat Dolph Ziggler. Le 26 janvier, Fandango participe au Royal Rumble en entrant à la 19e positions, où il est éliminé par El Torito,,.

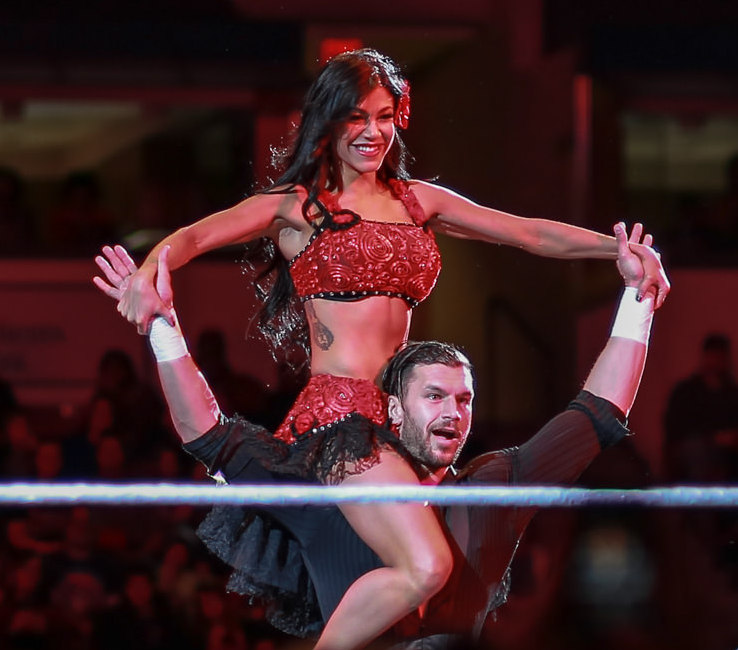
Fandango et Rosa Mendes, lors de son alliance.

Le 6 avril 2014, Fandango participe au André The Giant Memorial Battle Royal qui est remporté par Cesaro. Sur Twitter, le 9 avril 2014, Fandango annonce qu'il n'était plus allié à Summer Rae. Lors du SmackDown du 11 avril, Layla accompagne Fandango lors de son combat face à Santino Marella en remplacement de Rae,. Rae revient le 19 mai, en attaquant Layla. Le 11 juillet à SmackDown, il perd contre Adam Rose par décompte à l'extérieur après que Summer Rae a commencé à attaquer Layla. Plus tard dans la nuit, il obtient un baiser des deux femmes, et commence à danser avec elles. Un combat est alors prévu entre Layla et Summer Rae. Cependant, avant que Fandango, l'arbitre, ne lance le combat, Summer Rae et Layla l'attaquent. Puis les deux divas dansent sur la musique de Fandango et se donnent la main en signe d'alliance. Il perd face à Adam Rose lors de Battleground à la suite d'une distraction de Summer Rae et de Layla.
Après plusieurs mois d'absence, il revient en compagnie de Rosa Mendes lors des Survivor Series et bat Justin Gabriel avec une gimmick de danseur de salsa et une nouvelle musique d'entrée. Fandango participe ensuite au Royal Rumble, mais est éliminé par Rusev. Le 13 avril, il reprend son ancienne musique et son ancienne danse et se sépare de Rosa Mendes. Plus tard, Mendes fait perdre Fandango contre Adam Rose, en se joignant àce dernier, formant l'Exotic Express et en suscitant une courte rivalité entre Adam Rose et Fandango. Fandango gagne la plupart de ses matchs contre Rose, mettant fin à la rivalité au milieu de l'année 2015.

#### Breezango (2016-2018)
Lors de WrestleMania 32, il participe à la 3e édition du Andre The Giant Memorial Battle Royal, où il est le premier participant éliminé. Le 14 avril à SmackDown, il fait équipe avec Goldust dans un tournoi pour déterminer les aspirants numéro 1 pour les championnats par équipe de la WWE, mais ils perdent face aux Vaudevillains au premier tour. Par la suite, Goldust et Fandango forment une équipe baptisée Goldango, tandis que R-Truth fait équipe avec Tyler Breeze en tant que The Gorgeous Truth. Le 12 mai à SmackDown, Goldango font face aux Gorgeous Truth. Pendant le match, Fandango et Breeze frappent leurs partenaires après que R-Truth et Goldust refusent de se battre entre eux. Dorénavant, Fandango et Tyler Breeze sont en équipe et il fait également un Heel Turn. Lors du kick-off de Money in the Bank, Breezango perd face aux Golden Truth.
Lors des Surivor Series, la Team Raw (The New Day, Enzo et Big Cass), Cesaro et Sheamus, The Club et The Shining Stars bat la Team SmackDown (Heath Slater et Rhyno, The Hype Bros, American Alpha, The Usos et Breezango).
Lors de Backlash, ils perdent contre The Usos et ne remportent pas les championnats par équipe de SmackDown. Lors du kick-off des Survivor Series, ils perdent contre Kevin Owens et Sami Zayn[réf. nécessaire]. Lors de Clash of Champions, ils sont battus rapidement par The Bludgeon Brothers (Harper et Rowan).
Le 30 janvier 2018 à SmackDown, ils perdent contre Chad Gable et Shelton Benjamin. Lors du kick-off de Fastlane, ils font équipe avec Tye Dillinger pour battre Mojo Rawley, Chad Gable et Shelton Benjamin. Lors de WrestleMania 34, il perd la bataille royale en mémoire d'Andre The Giant au profit de Matt Hardy en se faisant éliminer par Kane.

#### Raw et blessure (2018-2019)
Le 16 avril lors du Superstar Shake-Up, il rejoint officiellement Raw avec Tyler Breeze en gagnant face à Cesaro et Sheamus. Le 27 avril lors du Greatest Royal Rumble, il entre en 26e position dans le Royal Rumble mais se fait éliminer par Mojo Rawley.
Le 6 juillet, il est rapporté que Fandango souffre d'une déchirure des ligaments de l'épaule et qu'il sera inactif pour une durée d'au moins six mois.

#### Retour à NXT et Départ (2019-2021)
Il effectue son retour le 31 juillet 2019 à NXT où il aide son ancien partenaire Tyler Breeze qui subissait une attaque des Forgotten Sons.
Lors de NXT TakeOver: XXX, ils battent El Legado del Fantasma (Joaquin Wilde et Raul Mendoza) et Oney Lorcan et Danny Burch pour devenir les aspirants n°1 au championnat par équipe de la NXT. Le 26 août à NXT, ils battent Imperium (Fabian Aichner et Marcel Barthel) pour remporter les NXT Tag Team Championship.
Le 25 juin 2021, il est renvoyé par la WWE.

### Retour sur le circuit indépendant (2021-...)
Le 15 juillet 2021, il révèle qu'il s'appellera désormais Dirty Dango sur le circuit indépendant[réf. nécessaire].

### Retour à Impact Wrestling (2022-...)
Le 7 octobre 2022, il fait son retour à Impact Wrestling, lors de Bound for Glory en perdant contre Brian Myers et il ne remporte pas le Impact Digital Media Championship.

## Vie privée
Hussey vit actuellement à Tampa, en Floride. Il est un fan de jeux vidéo et de la série Final Fantasy, surtout Final Fantasy XIII. Il soutient le Boston Red Sox et Everton FC. Certains de ses passe-temps comprennent le skateboard et il en fait collection; il possède également plus de 300 cassettes du passé WWE, WCW et ECW, qu'il a enregistré quand il était adolescent. Il cite Shawn Michaels comme son inspiration pour devenir un lutteur.[réf. nécessaire]

## Palmarès
- Florida Championship Wrestling
  - 2 fois champion par équipes de la FCW avec Tyler Reks et Derrick Bateman

- Independent Connecticut Championship Wrestling
  - 1 fois ICCW Connecticut Champion

- Immortal Championship Wrestling
  - 1 fois Immortal Heavyweight Champion

- Northeast Championship Wrestling
  - 1 fois NCW New England Champion[44]
  - 1 fois champion par équipes de la NCW avec Damian Houston[44]

- Power League Wrestling
  - 1 fois PLW New England Champion[45]

- Premier Wrestling Federation
  - 2 fois champion Poids-Lourds de la PWF[46],[47]
  - 2 fois champion par équipes de la PWF avec Kenn Phoenix[46],[48]

- South Coast Championship Wrestling
  - 1 fois SCCW Lightweight Champion

- Superstars Of Wrestling Federation
  - 1 fois SWF Heavyweight Champion

- World Wrestling Entertainment
  - 1 fois champion par équipe de la NXT avec Tyler Breeze[49]
  - Vainqueur de la saison 4 de NXT

## Récompenses des magazines
- Pro Wrestling Illustrated

| Année | 2008 | 2009 | 2010 | 2011 | 2012 | 2013 | 2014 | 2015 | 2016 | 2017 | 2018 | 2019 - 2022 | 2023 |
| ----- | ---- | ---- | ---- | ---- | ---- | ---- | ---- | ---- | ---- | ---- | ---- | ----------- | ---- |
| Rang  | 372  | 159  | 283  | 116  | 211  | 59   | 142  | 183  | 224  | 193  | 210  | Non classé  | 406  |